# Edward Heyman
Edward Heyman (Nova Iorque, 1907 – Jalisco, 1981) foi um produtor musical, letrista e músico estadunidense, mais conhecido por suas canções "Body and Soul", "When I Fall" e "For Sentimental". Suas músicas também já foram trilhas sonoras de filmes.